# Eodorcadion novitzkyi
Eodorcadion (Ornatodorcadion) novitzkyi – gatunek chrząszcza z rodziny kózkowatych i podrodziny zgrzypikowych.
Gatunek ten opisany został w 1909 roku przez G. L. Suworowa jako Neodorcadion novitzkyi. Później umieszczony został w rodzaju Eodorcadion i podrodzaju Ornatodorcadion przez Gressita.
Chrząszcz palearktyczny, endemiczny dla Mongolii lub znany też z chińskiej Mongolii Wewnętrznej. Z terenu Mongolii podawany z 6 stanowisk rozlokowanych w środkowo-wschodniej i wschodniej części kraju, w tym rejonu jeziora Bujr nuur.